# 21.ª Avenida Suroeste
La 21.ª Avenida Suroeste (Vigesimoprimera Avenida Suroeste) es una vía de orientación norte-sur ubicada en el cuadrante suroeste de la ciudad de Managua, Nicaragua. Presenta varios tramos no conectados que atraviesan barrios históricos y sectores periféricos de la capital.

## Trazado
El primer segmento de la avenida comienza en la intersección de la 1.ª Avenida Noroeste y la 21.ª Avenida Noroeste, junto al costado este del Cementerio Central de Managua, en el barrio Santa Ana Sur. Desde allí se dirige hacia el sur, cruzando la 7.ª Calle Suroeste en el barrio Montoya.
El segundo tramo comienza tras la NIC-2 (Paseo Salvador Allende), cruzando la Pista Benjamín Zeledón a la altura del barrio Barrio Andrés Castro, y continúa hasta su intersección con la 25.ª Calle Suroeste.
El tercer y último tramo aparece más al sur, iniciando en la Pista Juan Pablo II, en el Barrio La Esperanza, y se extiende hacia el sur siguiendo al este del Cauce Occidental de Managua, hasta terminar en la 56.ª Calle Suroeste.

## Intersecciones principales
- 1.ª Avenida Noroeste / 21.ª Avenida Noroeste – Cementerio Central
- 7.ª Calle Suroeste – Barrio Montoya
- NIC-2 – Paseo Salvador Allende
- Pista Benjamín Zeledón – Acceso desde vías rápidas
- 25.ª Calle Suroeste – Conexión barrial en Andrés Castro
- Pista Juan Pablo II – Entrada sur en La Esperanza
- 56.ª Calle Suroeste – Terminación en sector suburbano

## Barrios que atraviesa
- Santa Ana Sur
- Montoya
- Barrio Andrés Castro
- Barrio La Esperanza (Managua)

## Coordenadas
12°7′28″N 86°15′30″O / 12.12444, -86.25833